# Mistrzostwa Świata w Hokeju na Lodzie 2020 (IV Dywizja)
Mistrzostwa Świata w Hokeju na Lodzie IV Dywizji 2020 miały zostać rozegrane w dniach 3–5 marca 2020.
Do mistrzostw IV Dywizji przystąpić miały 4 zespoły. Gospodarzem imprezy miał być Kirgistan (Biszkek). Reprezentacje miały rywalizować w systemie kołowym. Do mistrzostw świata trzeciej dywizji w 2021 awansować miał zwycięzca turnieju.
Hala, w których przeprowadzone miały być zawody:
- Gorodskoi Katok w Biszkeku

Turnieje zostały odwołane z powodu pandemii COVID-19.